# Stadtkanton Osterburg

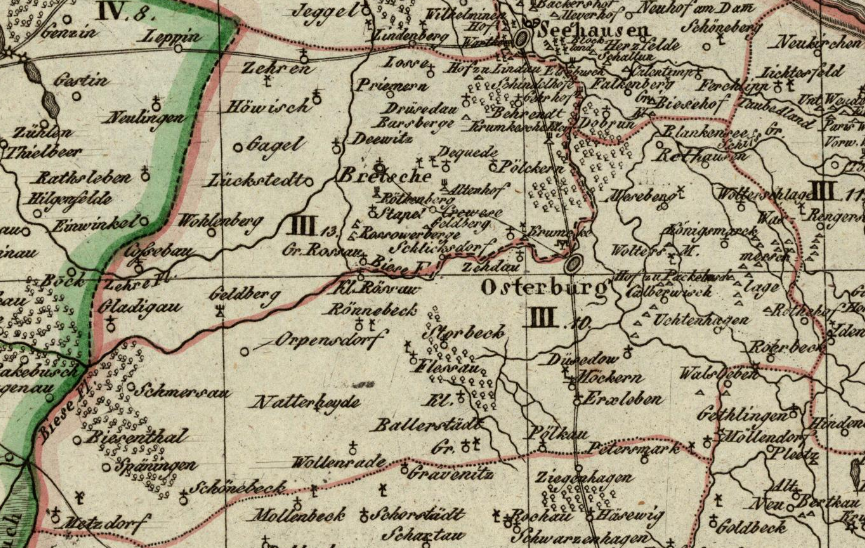
Der Kanton Osterburg (III.10) im Distrikt Stendal des Departement der Elbe um 1812 (nach der Fusion von Stadt- und Landkanton Osterburg). Die Grenze von Stadtkanton Osterburg (nordöstlicher Teil) und Landkanton Osterburg (südlicher und westlicher Teil) zog sich nur wenig südlich von Zedau, Osterburg und Packebusch nach Osten

Der Stadtkanton Osterburg war eine Verwaltungseinheit im Königreich Westphalen. Er wurde 1807 eingerichtet und um/vor 1809 mit dem Landkanton Osterburg zum neuen Kanton Osterburg vereinigt. Nach der Verwaltungsgliederung des Königreichs Westphalen gehörte der Stadtkanton Osterburg zum Distrikt Stendal des Departement der Elbe. Kantonshauptort war Osterburg (Altmark) (Landkreis Stendal (Sachsen-Anhalt)). 

## Geschichte
1807 wurde das Königreich Westphalen gegründet. Preußen musste im Frieden von Tilsit unter anderen Gebieten auch die Altmark und das Herzogtum Magdeburg an das neue Königreich abtreten. Aus diesen Gebieten und kleineren, vom Königreich Sachsen abgetretenen Gebieten wurde das Departement der Elbe gebildet, das sich in vier Distrikte (Magdeburg, Neuhaldensleben, Stendal und Salzwedel) gliederte. Der Distrikt Stendal untergliederte sich weiter in 13 Kantone (cantons), darunter die Kantone Osterburg (Stadt) und Osterburg (Land). Zum Stadtkanton Osterburg gehörten ursprünglich vier Gemeinden (von der heutigen Schreibweise abweichende Schreibweisen in kursiv):
- Osterburg, Kantonshauptort (chef-lieu) mit Zedau (Zehdau)
- Königsmark, Dorf, mit Hof Packebusch (Packabusch)
- Wolterslage (Wolterschlage), Dorf, mit dem Weiler Wasmerslage (Wasmerschlage) und dem Haus Woltersmühle (nicht sicher identifiziert, vermutlich Wohnplatz Meierbusch)
- Meseberg, Dorf, mit den Meiereien Rethhausen und Blankensee

1808 hatte der Stadtkanton Osterburg 2.421 Einwohner. Zu einem nicht genau bekannten Zeitpunkt (um/vor 1809) wurden Landkanton Osterburg und Stadtkanton Osterburg zum Kanton Osterburg vereinigt. Der 1809 erschienene Special-Atlas des Königreichs Westphalen verzeichnet nur noch den vereinigten Kanton Osterburg. Nach den Angaben von Johann Georg Hassel hatte der aus Land- und Stadtkanton gebildete Kanton Osterburg eine Größe von 3,75 Quadratmeilen und 5.480 Einwohner. Kantonmaire war ein Herr von Bock.